# نخجير (مارغون)
نخجیر (بالفارسية: نخجیر) هي قرية تقع في إيران في قسم مارغون الريفي. يقدر عدد سكانها بـ 32 نسمة بحسب إحصاء 2016.